# František Bílek (sochař, 1889–1944)
František Bílek (27. dubna 1889 Podhorní Újezd – 5. ledna 1944 Podhorní Újezd) byl český sochař a legionář.

## Život
Byl jedním z dvanácti dětí Václava Bílka. Stejně jako jeho bratři Václav, Josef, Karel a Stanislav navštěvoval c. a k. Odbornou školu sochařsko-kamenickou, kterou dokončil roku 1909. František Bílek po začátku 1. světové války narukoval do rakousko-uherské armády jako vojín a sloužil u 12. praporu polních myslivců. 20. 5. 1915 byl zajat u Sieniawy (dnešní Ukrajina). Do čsl. legií se přihlásil 1. 7. 1917 v Caricynu. Zařazen byl jako vojín k 5. dělostřeleckému pluku. Dosáhl hodnosti poručíka, po válce pak byl v rámci čsl. armády povýšen na kapitána. V roce 1920 byl velením čsl. armády poslán na studijní cestu do Egypta, Číny a Indie. Po svém návratu působil jako sochař.
Jeho práce se často vztahovala k připomenutí padlých během 1. světové války. Mezi jeho díla patří např. Památník umírajícího vojína (Březník, 1924), pomník Jana Husa (Libáň, 1925), Socha svobody (Bojkovice), památník v Písku (1925), památník bojovníka za svobodu (Nechanice, 1932).

## Galerie

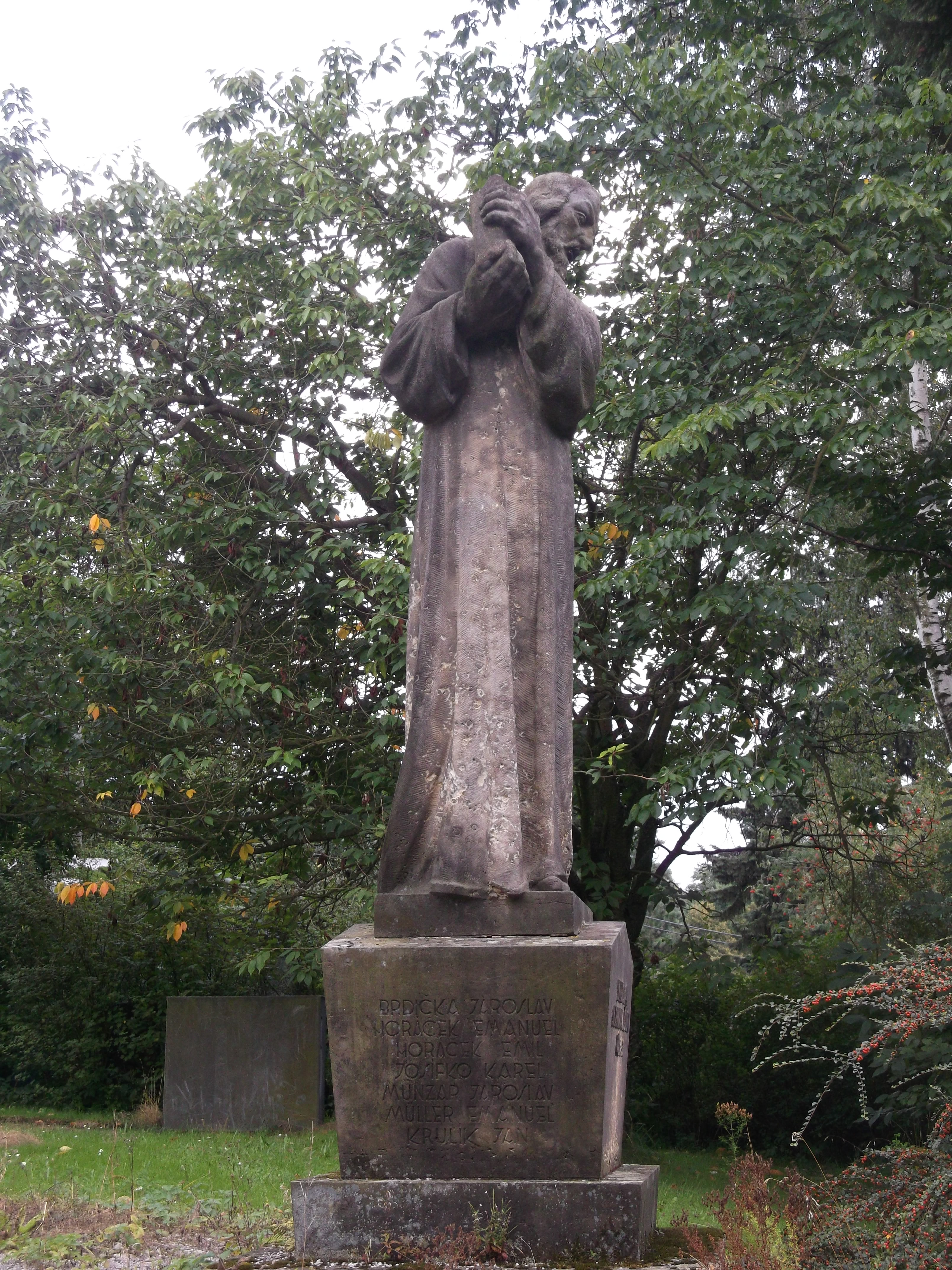
Socha Jana Husa (1923), Dvůr Králové nad Labem - Verdek